# Glen Rose
|  | Dieser Artikel wurde aufgrund von inhaltlichen Mängeln auf der Qualitätssicherungsseite des Projektes USA eingetragen. Hilf mit, die Qualität dieses Artikels auf ein akzeptables Niveau zu bringen, und beteilige dich an der Diskussion! Eine nähere Beschreibung der zu behebenden Mängel fehlt. |

Glen Rose ist eine Kleinstadt im Somervell County in Texas.  Das U.S. Census Bureau hat bei der Volkszählung 2020 eine Einwohnerzahl von 2659 ermittelt. Glen Rose wurde um 1889 gegründet. Sie ist der Verwaltungssitz des Countys. Sehenswürdigkeiten sind das Institut und das College.
Westlich der Stadt befindet sich der Dinosaur Valley State Park mit prähistorischen Trittsiegeln von Acrocanthosaurus und Apatosaurus.

## Persönlichkeiten
- Brooke Rollins (* 1972), Juristin